# ゴジラ (初代)
- ゴジラ
  - ゴジラ (1954年の映画) > ゴジラ (初代)
  - ゴジラ (架空の怪獣) > ゴジラ (初代)

ゴジラ（初代）は、映画『ゴジラ』に登場する架空の怪獣。
後々の別個体たちと区別するためにも、関連メディアなどでは初代ゴジラと呼ばれることが多い。

## 劇中での活躍
最初に現れたゴジラ。かなり獰猛で凶暴な性質。光に敏感で、ライトなどを当てられると凶暴性が増幅されて襲ってくる。ストロンチウム90が検出されたことで極めて多量の放射能を浴びていることが判明した。肉体における著しい変異が水爆の放射能による影響で促進され、驚異的な能力が付与された。
作中で山根恭平博士により、200万年前の侏羅紀から白亜紀にかけてまれに生息していたと推測される、海棲爬虫類から陸上獣類への進化途上の巨大生物であることが語られる。その一部が秘かに大戸島近海で生き永らえて伝説の怪物として恐れられていたが、たび重なるビキニ環礁の水爆実験によって生活環境を破壊された結果、人間が自分たちを苦しめたと知って怒りを抱き、日本近海で貨物船や漁船を何隻も襲撃しては沈めていく。大戸島に出現したのち、芝浦沖から移動して東京湾から品川へ上陸し、新橋から銀座周辺、国会議事堂やテレビ塔など東京の各所を次々と破壊する。最後は東京湾で潜伏中にオキシジェン・デストロイヤーによってもがき苦しんだ後に海上で断末魔の叫びを残して絶命すると、死骸は白骨化を経ての溶解から泡と化して消滅し、海底へ沈んでいった。
- 耳が目よりかなり低い位置に生えており、前腕部が細く、足の指が4本であるのが特徴[4][43][注釈 4]で、親指が大きく内側に向いている[45]。目に眉がかかっていないために丸い形で、カットによって目線の向きが微妙に異なっているが、基本的に下を向いている[45]。眼球は左右で視線（向き）が異なっている[2]。耳は、時計台の鐘の音に反応するという描写のため設けられたとされる[44][注釈 5]。背びれは突起が不規則な炎のような形で先端が尖っている[45]。足は後年のゴジラのように丸太のようなものではなく、細い足首で膝下が生物的なラインを形成している[45]。尻尾は後年のゴジラのように歩きながら振り上げていないうえ、その節も後年のゴジラに見られるボンレスハムのようなくびれではなく、太い根元側に細い側がめり込んで段になっている[45]。
- 劇中では、ゴジラの行動目的は明らかになっていない[47]。（太平洋上の小島と設定されている）大戸島近海で目撃されていたゴジラが東京を襲撃する理由が定かでないにもかかわらず、人間側がゴジラの襲撃を想定しているなど、物語の強引さを指摘する向きもある[47]。

## 設定
身長は、服部時計店を破壊するシーンでの対比から決められた。ゴジラが上陸する時間帯も、破壊される時計台が夜11時を指すことからの逆算で定められた。
体重の設定は後年に「2万トン」で統一されているが、公開当時は「1千トン」や「3千トン」と紹介する資料も存在していたなど一定しておらず、後年に定められたものとされる。一方、身長の設定については、175尺という想定で1/25スケールのミニチュアセットが組まれたため、どの資料でも「50メートル」と一定しており、体重のようなばらつきは見られないが、海外版『怪獣王ゴジラ』の作中では山根が「400フィート（122メートル）」と推測している。また小説『怪獣ゴジラ』では「20数メートルから30メートル」と説明している。
大戸島の被害報告では、牛12頭と豚8頭が被害に遭ったことが言及されている。検討用台本から決定稿まで、初出現時にウシを咥えているという描写があり、それに基づいた撮影も行われていたが、完成作品ではカットされた。なお、準備稿では手にしているのは村娘であった。大戸島の伝承では若い娘を生贄として沖へ流していたことも語られており、ゴジラが人間を食べていた可能性も示唆している。

## 造形

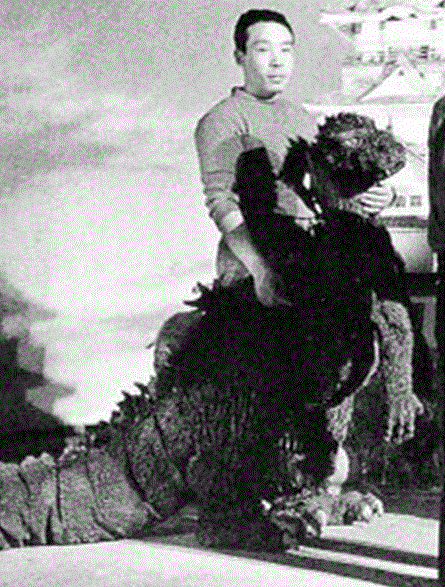
中島春雄とゴジラ

造形は利光貞三（雛形、頭部）、八木勘寿、八木康栄（ボディ）による。助手として、開米栄三、鈴木儀雄、八木正夫らも参加していた。布貼りなどの単純作業にはパートタイマーも動員された。
造形作業は、東宝の前身となった会社の1つであるピー・シー・エル映画製作所の建物を用いた技術研究施設で行われ、撮影所へは開米と鈴木がリアカーで運んでいた。
造形物は複数制作され、それぞれ顔つきが異なっているため、初代ゴジラの顔としてイメージされているものはこれらを複合したものとされる。
1号スーツと2号スーツ
着ぐるみは2体製作されている。最初に作られた1号スーツはあまりにも固く重すぎて柔軟性に欠け（詳細は後述）、1954年8月7日のゴジラ・テストで壊れて演技ができなかったことから、軽量化した2号スーツが8月中旬に急遽作られ、全身カットはこの2号スーツを使って撮られることとなった。それでも100キログラム近い重さがあった。開米によれば、1号スーツの製作には2か月を要したが、2号スーツは半月ほどで完成したという。1号スーツは黒目が上向き、2号スーツは黒目が下向きに付けられている。
壊れた1号スーツは腰部分で上下に分割され、下半分は銀座や品川駅をのし歩く足のアップシーンに、上半分は隅田川水上に頭を出して遊覧船に目撃されるシーンなどに用いられた。撮影の都合から、下半身は後ろの指が途中で取られた。
日劇を襲撃するシーンでは、尾の中に丸太を入れてミニチュアを破壊している。美術監督の渡辺明が所蔵していた撮影当時の写真では、尾が蛇腹状になったものも写されている。
映画公開後、2号スーツは宝田・河内の両主演俳優を招いた少年雑誌主催のイベント企画で、劇中同様に隅田川から東京湾へ沈められたが、その後も東宝所内に保管されていたことが確認されており演出であったとされる。

スーツの素材
製作開始当時にラテックスはまだなく、「取り寄せたブロック状の生ゴムをバケツの水に一晩漬け、翌朝軟らかくなったところでワセリンなどを混ぜ込んで練り、粘土原型から起こした石膏の雌型に塗りつけ、これを赤外線ランプを内側に並べて作った専用の焼き窯の中で250度ほどで加熱乾燥させる」という工程を経て、ゴムの表皮が作られた。
八木康栄と八木勘寿は、元々は遊園地の展示物や菊人形の制作などを請け負っていた職人としての経験を生かし、張り子の技法で紙や針金で作った番線の鉄骨に金網と古紙を貼り、上記の表皮を貼り付けて作った表皮に固めに練ったゴムを塗って作ったゴムの皮に、ゴムで体表のディテールをつけていった。体表のヒダは全身型抜きで造られており、ウレタン直付けの後年の昭和ゴジラよりも細かい。体表のディテールについて、利光は梅干しの種の感触から発想したと述べている。ゴムを熱して硬化させ、割いた背中から中の竹と針金を壊して抜き、人間が入れる中空のぬいぐるみに仕上げられた。しかし、当初はゴムの練りが足りず、試着して動くと表皮がすぐに裂けてしまう状態だった。ゴムの練りを工夫するなどの試行錯誤を経て造られた1号スーツは非常に硬く、重量が150キログラムにも達していたことから、角材すらまたげなかった。撮影中にもすぐ倒れ、しかも自力で起き上がることは不可能だった。そういったことから、鈴木は中島に「こんなもの作ったって、芝居ができない」と叱られたうえ、偉い人には怒りをぶつけられない彼に代わりとして殴られたという。鈴木は、2号スーツではゴムを薄くするしか軽くする方法がなかったと述べている。
開米によれば、当時はまだ発泡ウレタン（スポンジ）がなく、表皮の内側には綿を布袋に詰めたものを一面に縫いつけたため、さらに重量が増えた。綿は撮影を行うたびに痩せてしまうことから補充が必要であったが、それによって着用時の感覚が異なってしまうため、開米は中島に確認しながら直していったという。
背中の出入口には、まだファスナーが無かったために足袋の小鉤のようなものを使用し、撮影時にはこれを針金またはテグスで縛って閉じた。そういったことからも、背びれは一体化したスーツの背中の真ん中にあるように見えるが、実は出入口を避けて約2センチメートルほど左寄りにあったという。
足下には長靴を使うという発想がなかったため、下駄を敷いた。この下駄は市販のものではなく、鉄板に麻で作った鼻緒を付けて布で巻いたというものであった。しかし、数日撮影すると足の重みで鼻緒が切れてしまうため、そのたびに足の裏を切って付け直し、塗装もやり直すという修繕を要した。そこで、撮影後半には開米が築地に行ってゴム長を買い、スーツの足を縦半分に切断してそこにゴム長をはめ込んでくっ付けると、中島も楽に動けるようになったという。それゆえ、次作『ゴジラの逆襲』（1955年）からは中島の意見で長靴が用いられている。
左腕は1号スーツも2号スーツも粘土原型の形状に合わせ、肘の部分で胴と一体化した形になっている。2号スーツは1体目と手首の向きが異なり、左腕は胴体にくっついているため肘から先が動き、右腕は肩から動くようになっている。
目玉は、開米によれば最初は（パーツとして）入れるところまでは誰の頭も回らずスーツに直接描いていたが、後から円谷に「もうちょっと、なんか動くようにならないか」との意見を出されたため、大蔵病院の前に所在する大蔵木工で木工旋盤を経て作ってもらった木製の卵型の球を入れた。この目玉と口はオートバイのワイヤーとゴムをつなぎ、尻尾の途中から外へ出して開米が外部から操作したという。開米は、ゴムが切れるなどして苦労した旨を語っている。
口を開いた状態で固定するために口の中につっかえ棒を入れていることもある。牙は、当初は大蔵木工による木製（材木屋で買ってきて削ったスギの木製）であったがネズミのようになるため、ゴムで作り直された。爪も当時はボンドなどは無かったため、木にラテックスを塗って乾かしてから装着した。背びれは金網の芯に紙を張り、ゴムを塗って作った。

スーツの色
後年ではゴムを溶かす際に顔料や染料などを入れて着色しているが、当時はそういった発想がなく、白いまま焼いていたという。ゴムに塗るため、水性塗料は使用できず、油性塗料を用いている。しかし、油性塗料だけでは照明が当たると光ってしまうため、反射を抑えるために油性塗料の上から薄めた水性塗料を重ねて塗っている。
ゴジラの体色は画面が白黒ゆえに判然としないが、開米は「体表は白いゴムに油性塗料を吹き付けた灰色で、口の中は色合いの違いを出すため、真っ赤に塗られていた」と述べている。美術の渡辺明も「濃い灰色」と証言している。一方、有川貞昌は「体色は赤黒い色で、灰色ではなかった」と述べているほか、造形助手であった鈴木儀雄は「グレーというか茶色系で、くすんだ色でした」と述べているなど、スタッフ間で食い違いが見られる。書籍によっては、「くすんだ茶色のようなグレー」、「黒っぽいグレー」、「茶色がかっていた」と記述している。
海外ではポスター用に緑色に塗られた印象が強いため、「グリーン・モンスター」と言われていたそうである。

その他の造形物
硬いスーツでは、ほとんど首を動かすことができず、思うように口の開閉ができないため、アップシーンを中心に、スーツだけでなく腰から上の手踊り式のギニョール模型（口がワイヤーで開閉し、中に手を入れて動かすハンドパペット）、遠景用のミニチュア人形も用いられている。山腹から顔を出す初登場シーンの撮影や白熱光を吐くアップシーンの撮影にはギニョール模型が用いられたほか、列車を咥えるシーンや和光の時計塔に吠え掛かるシーン、鉄塔に噛みつくシーンやデパートの鶏小屋の奥に現れるシーンなど細かい表情の撮影にもギニョール模型が用いられた。造形は利光貞三。検討用の2尺粘土模型を石膏で型取りし、ゴムで抜いたものが用いられた。スーツよりも黒目がちで、粘土原型に近い丸顔で鼻先が短い。首も短く、顔の左右の歪みが大きい。外側に歯が向いており、下顎が分厚い。手が小さく短いものとなっており、動かない。ギニョールの操作には当初、街のギニョール師が呼ばれたが、人形芝居の動きと怪獣の動きは違うためにイメージが合わず帰ってもらい、中代文雄がこれを行った。操作の際には頭が邪魔にならないよう寝そべり、仰向けになって行っている。
ラストシーンの「ゴジラの骨」も、50センチメートルほどの全身骨格模型が用いられた。利光によれば、針金の芯に巻いた綿にゴムを浸み込ませて糊で固める技法で作られており、関節も可動したという。脚本ではゴジラが骨になる描写はなかった。

プロトタイプゴジラ（粘土原型）
スーツ以前に制作された雛形のゴジラ。スーツに比べて頭部が非常に大きく直立しており、ワニ風の丸顔と体表を覆う蛇のような鱗（うろこ）が特徴。足は人型を芯にしているわけではないようでかなり短い。単純な隆起状の背びれや3本指の手など、外見は後年の一般的なイメージにおけるゴジラ像と大きく異なる。鱗案は、美術監督の渡辺明により却下された。原水爆によって焼けただれた皮膚を再現し、「生物」としてのゴジラを追求した結果、哺乳類であるゴリラのイメージを合成し、爬虫類や両生類といった面よりも哺乳類に近い外見を持つ「初代ゴジラ」が誕生した。
原型は3体作られて着ぐるみに近い形状へ至ったが、八木らは待ちきれず着ぐるみの制作に入っていたという。鱗状のものは1体目で、2体目はイボ状、3体目はワニ肌状の表皮であった。
撮影の有川貞昌によれば、利光は特技監督の円谷英二、本編監督の本多猪四郎、プロデューサーの田中友幸ら3人の意見を取り入れていたが、3人の意見がたびたび変わるため、その都度作り直さなければならないことをボヤいていたという。
この雛形は、劇場公開前のイメージスチールの素材のほか、劇中の山根博士が紹介する写真の原版にも用いられた。
玩具としては、2004年になとりとのコラボレーション企画としてバンダイから発売された東宝契約食玩商品「ゴジラビーフジャーキー」に、おまけとして4センチメートル程度のフィギュアや、着ぐるみ資料写真からのカードが付属していたのみである。

## スーツアクター
当初、メインのスーツアクターには、本多に口説かれた元プロ野球選手の手塚勝巳が起用された。しかし、上記のような重さでとても体力を要するものだったため、手塚より若い中島春雄が円谷によって急遽呼ばれ、メインを交代した。中島は、若かった自身の方が早く順応できたと述懐している。さらに開米栄三が常時サポートにつき、シーンによっては開米もスーツに入っている。
円谷は、中島に人間的な動きをせず、すり足で歩くよう最初に指導したが、その後は中島に演技を一任しており、演技に注文をつけることはなく、実際の演技を見て良し悪しを判断していた。中島は動物園に通って動物の動きを研究し、クマの直立する動き、ゾウの脚運び、ゴリラの歩き方、ハゲタカの首の動き、カンガルーの前足の使い方などを参考にしたといわれる。中島は事前に『キング・コング』も円谷から観せられていたが、コマ撮りによる表現のため参考にはならなかったという。
首にはスーツアクターの視野の確保用にいくつかの穴が開けられているが、視界は極端に狭く足元しか見えなかったことから、前述の交代を経て補佐に回った手塚は懐中電灯で足元を照らすことにより、中島を誘導した。特撮プールでの撮影では誤って水底の電力ケーブルが漏電し、中島が失神する騒ぎになったという。
銀座和光の時計台を破壊するシーンでは、中島は円谷から自然な演技を指示されていたが、スーツの腕が固くて動かしづらかったため、NGを繰り返した。これ以降、円谷はゴジラの演技を自然に行うことを強調するようになったという。
一日の撮影を終えたスーツは、赤外線ランプとドライヤーで中を乾かし、翌日の撮影に備えた。開米によれば、中島は酒豪であったため、着用後のスーツは酒の臭いが染みついており、毎日のようにアルコールで拭いても臭いが消えなかったと証言している。開米は、一度強い香水を用いて臭いを消そうとしたが、汗と酒の臭いに香水の香りも混じったため、さらにひどいものになったという。中島は、ゴジラを着ると汗が大量に出るため、二日酔いの特効薬であったと語っている。
2019年公開の『ゴジラ キング・オブ・モンスターズ』のエンドロールラストでは、前々年に逝去した中島への追悼と感謝メッセージが、写真と共にクレジットされている。

## 撮影
巨大感を表現するため、全編に渡り全身をほとんど映さず、体の一部のみのアップを多用していた。また、東京襲撃時のゴジラは、鉄塔と国会議事堂を襲う場面以外は基本的に左側しか見せておらず、画面の上手から現れる主役、強者であることを表している。
大戸島の丘から顔を見せる初登場シーンについて、本多は観客に期待感を持たせる積み重ねを重視して演出したといい、観客がゴジラを知っている後年の作品では同じ手法は使えないと述べている。
国会議事堂を破壊するシーンは、撮影初期に手塚の演技により撮影されたが、ゴジラが転倒したためリテイクとなった。有川によれば、スーツ内からは爪先の位置がわからないため、思うように足が上がらず、ミニチュアを壊してしまったと証言している。
クライマックスの海底シーンでは、スーツを着た中島が水中に入って演技を行っている。酸素ボンベは背負わずに尻の部分から入れたホースで空気を注入していたが、水圧でホースが潰れて空気が届かなかったこともあり、ホースの途中に浮きをつけるなどしている。ゴジラが海中から顔を出すシーンも、セット内のプールに中島が入って演じている。
白熱光の描写は、スーツの場面ではアニメーションによる作画合成によるものと、ギニョールからシッカロールを噴霧させるものが併用された。後から撮影するシーンでは、トーチランプを用いて実際に火を放っている。背びれの発光は、合成を担当した向山宏の案による。ただし、光学合成を用いずにギニョールを使うものが多いため、3カットのみの発光となっている。有川は、合成による白熱光の撮影で、円谷から現場に実在しない火にパンするよう指示され、ついていけないと感じたという。鉄塔が溶ける描写は脚本段階では存在せず、本多によれば白熱光の威力を見せるために取り入れられたものである。
大戸島の砂浜での尻尾の跡と足跡は、マットアートによるものである。山根博士ら調査する足跡は、東宝撮影所内の農場オープンと呼ばれていたオープンセットに掘られた。舞台責任者の跡見昭は、身長50メートルとの設定から計算し、長さ5から6メートル、深さ50センチメートルほどで作ったと述べている。

## その後の作品での扱い
『ゴジラの逆襲』（1955年）、『ゴジラ』（1984年）、『ゴジラvsデストロイア』（1995年）では、回想や資料として初代の映像や写真を用いている。
ゴジラが死亡した場所について本編では明言がなく、『逆襲』で「東京湾沖」と言及しており『vsデストロイア』でもこれに準じている。『ゴジラ×メカゴジラ』では、第1作の船上のシーンに陸地が見えないことから房総半島沖と設定している。
『ゴジラvsキングギドラ』（1991年）
ゴジラ誕生の経緯として、ラゴス島に生息していたゴジラザウルスが核実験の影響で変貌したことが語られる。

『ゴジラ×メガギラス G消滅作戦』（2000年）
初代ゴジラが倒されずに生き延びているという設定である。ただし、外見は同作品のゴジラに準じている。

『ゴジラ・モスラ・キングギドラ 大怪獣総攻撃』（2001年）
防衛軍が過去に行った唯一の戦闘として、1954年当時のゴジラとの交戦が劇中で語られている。その内容はおおむね1954年版『ゴジラ』に準じているが、防衛軍は同作品での独自設定であるため、厳密には異なる世界観であるとされる。

『ゴジラ×メカゴジラ』（2002年）
初代ゴジラの最期の描写が改変され、死亡した場所が東京湾ではなく房総半島沖で、完全に溶解されず骨だけは残ったという設定になっている。その骨は3式機龍の建造に利用された。
制作
3式機龍に骨を用いるという設定になったことから、第1作とは異なる描写が必要となり、新規に撮影されることとなり、一方で『ゴジラ』からの流用映像も用いることから新規部分も初代の姿を再現することになった。
上半身のみの初代ゴジラスーツと初代ゴジラの骨が新造され、新撮された死亡シーンにも使用されている。スーツアクターは喜多川務。
スーツの原型は伊藤成昭が担当。造形はモンスターズが担当。1954年版『ゴジラ』のスチールを参考に喜多川のサイズに合わせて造形された。
初代ゴジラの骨は、初代ゴジラのスーツの図面を若狭が起こし、それに合わせて骨格図が作られた。骨格の頭蓋骨はFRP製、胴体は削り出したエサフォーム（ウレタン）をラテックスでコーティングしている。頭蓋骨は粘土原型から製作し、手足や体は個々のパーツをつなぎ合わせているため、支えが付いた状態で立つことも可能。各関節はさまざまなポーズが付けられるよう、自由に動かすことが可能となっている。
一部のシーンには、東京マルイが発売した「RC怪獣シリーズ」が使用されている。

『ゴジラ FINAL WARS』（2004年）
同作品の劇中には登場しないが、オープニングでは西川伸司が描いた初代ゴジラのイラストが登場している。また、上映時のマナーCMに1954年版『ゴジラ』の映像が使用されている。

## 初代再現スーツ
2018年11月3日には、東京都日比谷にて開催されたイベント『ゴジラ・フェス2018』に初代を再現したスーツが登場した。このスーツは、2019年1月11日に福島県須賀川市にてオープンした博物館「円谷英二ミュージアム」で展示するために新造されたものであり、同館で公開される特別映像『夢の挑戦 ゴジラ須賀川に現る』の撮影にも使用された。
制作はアップアート。スーツの原型は、酒井ゆうじが原型を担当した初代ゴジラのガレージキットを3Dスキャンしてスーツサイズに拡大出力したものをベースとしており、頭部は酒井自身が仕上げを担当した。
このスーツは、BOSSとゴジラのコラボレーション企画の一環である特撮WEB動画にも用いられており、2019年5月29日には『顔の映らない主役』、2021年5月28日には『ゴジラ・青き日の衝撃』が、それぞれ制作された。いずれも撮影は東宝スタジオにて東宝による完全監修のもとで行なわれ、監督は本郷伸明、スーツアクターは齊藤謙也がそれぞれ担当した。